# Tammun
Tammun es una ciudad Palestina, ubicada en la Gobernación de Tubas, situada a 13 kilómetros al noreste de Nablus y a 5 kilómetros de la ciudad de Tubas. Tammun tiene una población de aproximadamente 10,795 habitantes en 2007

## Historia
En 1854, Tammun fue identificada como la ciudad bíblica de Tabat en Ephraim . Sin embargo, ahora se identifica con Tabat un sitio en Jordania. El nombre de este pueblo proviene de la palabra árabe tammen, significando "tranquilo".

### Era otomana
La historia moderna de Tammun data del siglo XV. La ciudad fue fundada por un grupo de beduinos de la Península arábiga en busca de un lugar seguro en Palestina. En 1596 aparecía en los registros tributarios otomano como "Tammun". Tenía una población de 15 familias y 3 licenciados, todos musulmanes. Los impuestos se pagaban con trigo, cebada, cultivos de verano, olivos, ingresos ocasionales, cabras y colmenas.
Durante los últimos cuatro siglos, los árabes de las localidades de Kafr Qaddum y Halhul se asentaron en la ciudad. En 1882, el Fondo para la Exploración de Palestina describió Tammun como "un pueblo de buen tamaño al pie de la montaña, con tierra abierta hacia el norte.

## Geografía y clima
Tammun asciende a una altitud de 332 metros sobre el nivel del mar. Está a cinco kilómetros al sur de Tubas, 23 kilómetros al noreste de Nablus
La superficie total del municipio es de aproximadamente 81.000 dunam, representa más del 15% de la jurisdicción de la Gobernación de Tubas. Alrededor de 1.532 dunams están designados "urbanizados, mientras 79,481 dunams son utilizados para fines agrícolas, están cubiertas por bosques o se clasifican como cerrado debido a las zonas controladas por las Fuerzas de Defensa de Israel.
La temperatura mediana en Tammun es 20 grados Celsius. La ciudad recibe un mediano anual de 331 milímetros y el índice de humedad mediano es 57%.